# Arthur Blayney Percival
Arthur Blayney Percival (geboren 1874; gestorben 1940) war britischer Jagdaufseher, Jäger und Naturforscher in Ostafrika.

## Leben
Percival war 1899 Teilnehmer einer Expedition der Royal Society auf die arabische Halbinsel, die von dem Taxidermen W. Dodson geleitet wurde. 1901 ging er nach Ostafrika und wurde der erste Jagdaufseher und Ranger in Kenia und blieb dies bis zu seinem Ruhestand 1923. Er baute mehrere Schutzgebiete mit auf und war einer der Verantwortlichen für die Erstellung der „East African Game Ordinance“, der ostafrikanischen Jagdgesetze. 1909 war er Gründungsmitglied der East Africa and Uganda Natural History Society.
Percival war einer der bekanntesten Experten für die afrikanische Wildnis und ein gefragter Jäger. Er veröffentlichte zudem mehrere Bücher, darunter 1924 A Game Ranger's Notebook und 1928 A Game Ranger on Safari.

## Dedikationsnamen
Nach Percival wurde mehrere afrikanische Tierarten benannt, darunter der Bergpirol (Oriolus percivali), der Arabiengimpel (Rhynchostruthus percivali), Percivals Kleinohr-Dreizackblattnase (Cloeotis percivali), die Percival-Stachelmaus (Acomys percivali) und die Percival-Rennmaus (Gerbillus percivali).

## Belege
1. ↑  Clive Spinage: African Ecology Benchmarks and Historical Perspectives. Springer Science & Business Media, 2012, ISBN 978-3-642-22871-1, S. 676 (google.de).
2. 1 2 3 4  Bo Beolens, Michael Watkins, Michael Grayson: The Eponym Dictionary of Mammals. JHU Press, 2009, ISBN 978-0-8018-9533-3, S. 315 (google.de).
3. ↑  Denis D. Lyell: African Adventure Letters From Famous Big-Game Hunters. Pickle Partners Publishing, 2016, ISBN 1-78625-956-7 (google.de).
4. 1 2  Bo Beolens, Michael Watkins, Michael Grayson: The Eponym Dictionary of Birds. Bloomsbury Publishing, 2014, ISBN 978-1-4729-0574-1 (google.de).

| Personendaten    | Personendaten                                                 |
| ---------------- | ------------------------------------------------------------- |
| NAME             | Percival, Arthur Blayney                                      |
| KURZBESCHREIBUNG | britischer Jagdaufseher, Jäger und Naturforscher in Ostafrika |
| GEBURTSDATUM     | 1874                                                          |
| STERBEDATUM      | 1940                                                          |